# Inchon (Film)

Inchon Lande Karte

Inchon (auch als Inchon! stilisiert) ist ein epischer Kriegsfilm aus dem Jahr 1981 über die Schlacht von Inchon, die als Wendepunkt des Koreakrieges gilt. In dem von Terence Young inszenierten und vom Gründer der Vereinigungsbewegung Sun Myung Moon finanzierten Film spielt Laurence Olivier als General Douglas MacArthur, der 1950 die überraschende Amphibienlandung der Vereinigten Staaten in Incheon, Südkorea, anführte. Richard Roundtree, Jacqueline Bisset, Ben Gazzara und Toshiro Mifune haben wichtige Schauspielrollen im Film.
Die Handlung von Inchon beinhaltet sowohl militärische Action als auch menschliche Dramen. Die Charaktere sind Gefahren ausgesetzt und in verschiedene persönliche und dramatische Situationen verwickelt. Der Film endet mit dem amerikanischen Sieg über die nordkoreanischen Streitkräfte in der Schlacht von Inchon, die als Rettung Südkoreas gilt. Der Film wurde für 46 Millionen US-Dollar produziert und die Dreharbeiten fanden in Südkorea, Kalifornien, Italien, Irland und Japan statt. Während der Produktion gab es viele Probleme, darunter einen Taifun und den Tod eines Darstellers. Sowohl die Vereinigungsbewegung als auch das US-Militär stellten während der Dreharbeiten Personal als Statisten zur Verfügung.
Nach seiner Premiere im Mai 1981 kam der Film im September 1982 in den USA und Kanada in die Kinos, bevor er aufgrund der negativen Kritiken und finanzieller Misserfolge schnell zurückgezogen wurde. Der Film wurde nie als Heimvideo veröffentlicht oder gelegentlich im Fernsehen ausgestrahlt. Es handelte sich um den größten finanziellen Ausfall der Filmbranche des Jahres 1982, der trotz des hohen Budgets weniger als 2 Millionen US-Dollar einbrachte und zu Verlusten von rund 41 Millionen US-Dollar führte. Die damaligen Rezensenten gaben ihm durchweg negative Kritiken und spätere Kommentatoren wie von Newsweek, TV Guide und Canadian Press zählten Inchon zu den schlechtesten Filmen aller Zeiten.

## Handlung
Der Film handelt von der Schlacht von Incheon während des Koreakrieges, die vom 15. bis 19. September 1950 stattfand und als Wendepunkt des Krieges gilt. Der Protagonist des Films ist General Douglas MacArthur, der 1950 die überraschende Amphibienlandung der Vereinigten Staaten in Incheon anführte. In einer Nebenhandlung des Films geht es um ein amerikanisches Paar, das aufgrund des anhaltenden Krieges auf Schwierigkeiten in seiner Beziehung stößt.
Inchon beginnt damit, dass nordkoreanische Soldaten im Juni 1950 über den 38. Breitengrad in den Norden Südkoreas vordringen. Menschen fliehen in die Hauptstadt des Landes, Seoul. Eine der Vertriebenen ist Barbara Hallsworth, die Frau eines Majors der US-Armee, die in einem Dorf am 38. Breitengrad lebt. Sie wird in einer Limousine nach Seoul chauffiert und nimmt unterwegs fünf südkoreanische Kinder mit. Nachdem ihr Chauffeur getötet wurde, bringt sie sie zu einem sicheren Ort namens „Inn of the Sixth Happiness“. Unterwegs erschießt sie einen nordkoreanischen Soldaten.
Unterdessen versucht ihr Mann, Frank Hallsworth, eine Affäre mit der jungen Südkoreanerin, Lim, zu beenden. Ihr Vater Saito ist sich der Affäre seiner Tochter mit Frank bewusst und missbilligt sie nicht. Frank erfährt von der Invasion der Nordkoreaner und reist nach Norden, um mit Hilfe von Sergeant August Henderson Barbara ausfindig zu machen. August findet Barbara, repariert die Batterie ihres Fahrzeugs und bringt sie dann wieder mit Frank zusammen.
Die Journalisten David Feld, Park und Longfellow nehmen an einer Pressekonferenz von MacArthur in Tokio teil. MacArthur erscheint jedoch nicht. Er ist sich mit seiner Frau Jean einig, dass er der Einzige ist, der Südkorea vor der Invasion der Nordkoreaner retten kann.
Hallsworth und seiner ehemaligen Geliebten gelingt es, einen Leuchtturm anzuschalten, um den 261 US-Schiffen Signale zu schicken, und der Vater der Südkoreanerin aktiviert Minen im Kanal. Sie stirbt während der folgenden Schlacht. Die US-Truppen vertreiben die nordkoreanischen Streitkräfte und die jubelnde Bevölkerung schwenkt südkoreanische und amerikanische Flaggen. Der eigentliche Film endet damit, dass MacArthur das Vaterunser rezitiert. Nach dieser Szene wird eine Wochenschau von MacArthur gezeigt.

## Produktion

### Finanzierung
Sun Myung Moon gründete One Way Productions 1974 unter der Leitung des japanischen Zeitungsverlegers Mitsuharu Ishii. Bevor sie sich entschieden, einen Kriegsfilm zu drehen, überlegten Moon und Ishii, biographische Filme über Jesus oder Elvis Presley zu machen. 1978 wurde die Hellseherin Jeanne Dixon konsultiert, um mit dem Geist von General MacArthur zu kommunizieren, und Dixon sagte, dass MacArthurs Geist die Produktion des Films befürwortete. Dixon half auch dabei, Terence Young, bekannt für die James-Bond-Filme Dr. No, Thunderball und From Russia with Love, als Regisseur für den Film zu gewinnen.
Inchon wurde von Moon und Ishii finanziert. Moon war von Anfang an an der Produktion des Films beteiligt. Ishii, ein Mitglied der Vereinigungsbewegung in Japan und ein Freund von Moon, fungierte als Produzent des Films; und Moon spendete, obwohl er als „Sonderberater für koreanische Angelegenheiten“ gilt, 30 Millionen US-Dollar an One Way Productions. Moon wollte zunächst nicht, dass die Öffentlichkeit erfuhr, dass er den Film und die Produktion finanziert; doch nach der Veröffentlichung des Films in den USA wurde Moon in Zeitungsanzeigen als „Sonderberater“ des Films angegeben. Ishii sagte, er sei von Gott angewiesen worden, den Film zu drehen. Zusätzliche Mittel wurden von Robert Standard bereitgestellt, dem Associate Producer und Mitglied der Unification Church of the United States.
Ishii sagte, er sei Mitglied der Vereinigungsbewegung, „so wie ein Katholik ein Mitglied der katholischen Kirche ist, und ich glaube, dass Rev. Moon es sehr ernst meint, das Werk des Herrn zu tun“. Ishii war Präsident der World Daily News, die von Moons Medienkonzern News World Communications herausgegeben wird, der auch andere Zeitungen herausgab, darunter die Washington Times in den Vereinigten Staaten.
Inchon war ursprünglich mit 18 Millionen US-Dollar veranschlagt, die Produktion kostete jedoch 46 Millionen US-Dollar. Versuche, Gelder von japanischen Banken zu erhalten, scheiterten, und so wurde das gesamte Projekt von Moon und der Vereinigungskirche finanziert.
In seinem Buch Encyclopedic Handbook of Cults in America bemerkte der Autor und Religionswissenschaftler J. Gordon Melton, dass „Moon versucht hat, seine Ideen in alle Bereiche der amerikanischen Gesellschaft zu projizieren“ und nannte Inchon als Beispiel. Moon sagte später in einem Gespräch mit Mitgliedern der Bewegung: „Warum haben wir so viel Mühe in den Film Inchon gesteckt? Unabhängig von Motiv und Ergebnis wollte ich, dass die Menschen etwas über MacArthur zu verstehen, insbesondere, dass er Gott und die Menschen liebte. MacArthur kam nach dem Zweiten Weltkrieg nach Japan und baute die Nation wieder auf. Er respektierte und liebte die Menschen wirklich. Er liebte auch Gott sehr und kämpfte mit großer Kraft gegen Tyrannei und Kommunismus. Das ist es, was ich möchte, dass die Menschen verstehen.“

### Entstehung des Drehbuchs
Ishii wurde inspiriert, einen Film mit internationaler Besetzung zu machen, nachdem er eine südkoreanische Dramatisierung des Krieges erlebte. Er wollte, dass der Film ein unterhaltsamer Actionfilm werde, sagte aber auch, er wäre „sehr daran interessiert, MacArthur als Menschen darzustellen, und ich möchte, dass die Welt erfährt, wie schrecklich der Krieg für das koreanische Volk war.“
Moore kommentierte den Schreibprozess: „Das Thema, mit dem ich mich in Inchon auseinandersetzen musste, war zu groß für einen Film, der weniger als zwei Stunden dauert. Als Toho ursprünglich beteiligt war, wollten sie eine Liebesgeschichte zwischen einem Amerikaner und einer Koreanerin. Meine Technik besteht darin, zu recherchieren und dann zu fiktionalisieren, eine Technik, die ich erfolgreich bei French Connection eingesetzt habe. Aber ich musste die reale Landung in Inchon fiktionalisieren, um den Eindruck zu erwecken, dass ein Leuchtturm ein entscheidender Faktor war, obwohl dies in Wirklichkeit nicht der Fall war. Ich konnte das nicht machen, weshalb dann andere Autoren hinzugezogen wurden.“
Ishii wies Moore an, einen Schwerpunkt auf den Glauben von General MacArthur an die göttliche Führung zu legen. Er forderte Moore auf, drei separate Liebesgeschichten in den Film aufzunehmen, eine zwischen zwei Amerikanern, eine zwischen zwei Koreanern und eine zwischen einem Amerikaner und einer Koreanerin. Moore erklärte, dass „die Liebesgeschichten die Geschichte der Tragödie Koreas und der Tragödie des Koreakrieges erzählen sollten“. Ishii erklärte gegenüber Moore, er wolle nicht, dass der Film zu einem antikommunistischen Traktat werde. Vor der Fertigstellung des Drehbuchs hatten die Produzenten des Films Schwierigkeiten, eine Verbindung zu einem Filmstudio herzustellen. Ishii sagte, Nordkorea habe über die Gewerkschaften in Japan Druck auf die Toho-Studios ausgeübt und verlangt, dass das Studio seine Beziehung zu Inchon aufkündige. Die Gewerkschaften kritisierten die Produktion des Films und sagten, dass er neben der koreanischen CIA auch von Moon und seiner Vereinigungsbewegung beeinflusst worden sei und Teil der Bemühungen sei, den Präsidenten Südkoreas zu unterstützen. Aufgrund dieser Kritik kündigte Toho Studios seine Teilnahme am Inchon-Projekt.

### Besetzung
Laurence Olivier erhielt 1 Million US-Dollar für die Rolle des General Douglas MacArthur in dem Film. Er erhielt einen Vertrag über sechs Drehwochen und erhielt bei Vertragsunterzeichnung eine Zahlung von 250.000 US-Dollar, der Rest wurde in vier aufeinanderfolgenden Raten ausgezahlt. Sein Gehalt belief sich auf 50.000 Dollar pro Tag. Zusätzlich zu diesem Honorar erhielt Olivier auch 2.500 US-Dollar pro Woche für seine Ausgaben. Olivier wurde während der Produktion des Films interviewt und erklärte, warum er sich bereit erklärte, Teil der Besetzung zu sein: „Die Leute fragen mich, warum ich in diesem Film mitspiele. Die Antwort ist einfach: Geld, lieber Junge. Ich bin wie ein Jahrgangswein. Du musst mich schnell trinken, bevor ich sauer werde. Ich bin jetzt fast erschöpft und spüre, wie das Ende naht. Deshalb nehme ich jetzt Geld. Ich habe meiner Familie nichts zu hinterlassen als das Geld, das ich verdienen kann aus Filmen. Nichts ist unter meiner Würde, wenn es gut bezahlt wird. Ich habe mir das Recht verdient, mir in der Zeit, die mir bleibt, verdammt noch mal alles zu schnappen, was ich kriegen kann.“
Olivier recherchierte über die Rolle, indem er nach Norfolk, Virginia, reiste, um das MacArthur Museum zu besuchen, und mit Alexander Haig sprach, der MacArthur als Adjutant gedient hatte. Haig sagte Olivier, dass MacArthurs Stimme wie W. C. Fields klang, und Olivier versuchte, sie nachzuahmen. Er arbeitete gerne mit Akzenten und besorgte sich Aufnahmen von MacArthurs Stimme. Er interessierte sich für verschiedene Inkonsistenzen in diesen Aufnahmen und insbesondere für die Unterschiede in den Vokallauten von MacArthur. Während der Dreharbeiten dauerte das Schminken von Olivier zweieinhalb Stunden, doch als es fertig war, fand er, dass er weder wie er selbst noch wie General MacArthur aussah.
Der 72-jährige Olivier, der sich seit Jahren in einem schlechten Gesundheitszustand befand, litt während der Dreharbeiten in Seoul unter der Sommerhitze. Regisseur Terence Young erinnerte sich, dass Olivier zwischen den Einstellungen auf einer Pritsche lag, praktisch bewegungslos vor Schmerzen und Erschöpfung, aber dass er, wenn es nötig war, „fünfzig Jahre fallen ließ und klaglos nach vorne trat“.
Richard Roundtree, bekannt für die Titelrolle im Film Shaft, verkörperte die Figur des persönlichen Leutnants Henderson im Film. Janssen, bekannt für seine Rolle als Dr. Richard Kimble in der Fernsehserie Auf der Flucht, nahm eine Rolle als Journalist an, um mit Laurence Olivier zusammenzuarbeiten. Die Schauspielerin Karen Kahn verkörperte in dem Film die junge koreanische Geliebte von Major Frank Hallsworth. In einem anschließenden Interview mit The Press Democrat sagte Kahn über den Film: „Er sollte wie Vom Winde verweht sein. Und es war der schlechteste Film. Er steht in einigen der Bücher über die schlechtesten Filme aller Zeiten. Nach diesem Film habe ich aufgehört. Ich konnte L.A. einfach nicht ertragen. Ich war wirklich dünnhäutig. Also bin ich einfach ausgestiegen.“
Young erhielt 1,8 Millionen US-Dollar, Jacqueline Bisset 1,65 Millionen US-Dollar, Ben Gazzara 750.000 US-Dollar, David Janssen 300.000 US-Dollar, Roundtree 200.000 US-Dollar und Rex Reed 6.000 US-Dollar pro Woche. Bevor Gazzara die Rolle für Frank Hallsworth erhielt, wurde sie Nick Nolte für 1,5 Millionen Dollar angeboten. Olivier und Young verklagten One Way Productions später auf jeweils 1 Million US-Dollar unter Berufung auf Überstunden.

### Musik
Jerry Goldsmith schrieb die Filmmusik. Die Musik wurde im Juli 1980 im Forum Studio in Rom aufgenommen und war mit Schwierigkeiten behaftet – das Studio war nicht groß genug für sein Orchester und der von den Musikern und ihrer Ausrüstung verursachte Raum Lärm beeinträchtigte die Tracks.
Trotz der Probleme war Goldsmith mit seiner Partitur zufrieden und beschrieb sie als eine Chance, „aus einer schlechten Situation interessante Musik zu machen“. Die Original-Soundtrack-LP von 1982 umfasste 38 Minuten Musik, die von Goldsmith und dem Ingenieur Leonard Engel bearbeitet und zusammengestellt wurden, um ein ideales Hörerlebnis zu schaffen und nicht ein chronologisches. Das Album wurde auf Regency Records veröffentlicht; Intrada Records bereitete 1988 eine Remix-Ausgabe der gesamten Partitur vor. 2006 überarbeitete Intrada die Partitur und veröffentlichte ein Set mit zwei CDs, wobei die Original-LP auf CD 1 ihr CD-Debüt feierte und die gesamte Filmmusik in Filmreihenfolge auf CD 2 präsentiert wurde.
| Nr.          | Titel                 | Länge |
| ------------ | --------------------- | ----- |
| 1.           | Hauptthema            | 2:22  |
| 2.           | Resignation           | 2:10  |
| 3.           | Die Brücke            | 3:30  |
| 4.           | Die Kirche            | 3:57  |
| 5.           | Minen                 | 4:19  |
| 6.           | Spezial Einsatzkräfte | 3:06  |
| 7.           | Medley                | 2:13  |
| 8.           | Liebeslied            | 3:00  |
| 9.           | Die Panzer            | 3:41  |
| 10.          | Lim`s Tod             |       |
| 11.          | Die Lastwagen         | 3:00  |
| 12.          | Inchon Titelmelodie   | 3:21  |
| Gesamtlänge: | Gesamtlänge:          | 38:27 |

| Nr.          | Titel                 | Länge |
| ------------ | --------------------- | ----- |
| 1.           | Prolog und Haupttitel | 3:48  |
| 2.           | Die Brücke            | 3:30  |
| 3.           | Der 38. Breitengrad   | 1:17  |
| 4.           | Medley                | 2:13  |
| 5.           | Liebes Lied           | 3:00  |
| 6.           | Die Folgen            | 0:53  |
| 7.           | Panzer                | 3:41  |
| 8.           | Kurswechsel           | 1:13  |
| 9.           | Die Kirche            | 2:24  |
| 10.          | Mac Arthurs Ankunft   | 0.50  |
| 11.          | Der Hafen             | 1:15  |
| 12.          | Die Lastwagen         | 3:00  |
| 13.          | Leichen               | 1:18  |
| 14.          | Die Kinder            | 0:48  |
| 15.          | Die Entschuldigung    | 2.38  |
| 16.          | Der Leuchtturm        | 2:28  |
| 17.          | Der Nachtwächter      | 0:35  |
| 18.          | Minen                 | 5.37  |
| 19.          | Der Rücktritt         | 2:10  |
| 20.          | Die Landung           | 1:18  |
| 21.          | Lims Tod              | 2:09  |
| 22.          | Das Schriftstück      | 2:21  |
| 23.          | Die Einsatztruppe     | 3:06  |
| 24.          | Das Inchon Lied       | 3:21  |
| Gesamtlänge: | Gesamtlänge:          | 55:23 |

### Dreharbeiten
Die Dreharbeiten fanden in Hollywood, Rom, Irland, Tokio und Seoul statt. Die Beteiligung von Moon wurde „nachdrücklich dementiert“. Moon empfahl, Änderungen am Drehbuch des Films zu bearbeiten und neu zu drehen, was „dazu führte, dass die Produktion dreimal nach Südkorea, zweimal nach Rom und zweimal nach Los Angeles zurückkehrte“.
Der Film enthielt mehrere technische Fehler. Ausgeschnittene Pappstücke wurden verwendet, um Militärflugzeuge während Kampfszenen im Film darzustellen, und ein Filmkritiker sagte, dass die Zuschauer die an den Pappausschnitten befestigten Fäden fast erkennen konnten. In den Film wurden Aufnahmen einer Digitaluhr eingefügt, allerdings wurde diese Technologie erst 25 Jahre nach der Entstehungsgeschichte des Films erfunden. Bisset entwickelte während der Produktion des Films eine Kehlkopfentzündung. Zu den Kulissen des Films gehörte eine nachgebaute Version eines Leuchtturms in Incheon, der jedoch von einem Taifun zerstört wurde. Der Tod von David Janssen während der Produktion erforderte umfangreiche Neuaufnahmen.
Bei den Dreharbeiten zur Landung in Inchon wurde ein Fehler gemacht, bei dem die Schiffe nach rechts statt nach links abbogen. Der Grund dafür war, dass ein Helfer, dessen Walkie-Talkie kaputt war, aus Angst vor einer Blamage nicht die richtigen Informationen übermittelte. Der Drehfehler kostete rund 500.000 US-Dollar. 1 Million US-Dollar wurden ausgegeben, um die Crew zurückzubringen, um die dreiminütige Szene mit MacArthurs Siegesparade zu filmen. Die Hauptfotografie kostete 26 Millionen US-Dollar und Neuaufnahmen in anderen Ländern kosteten 22 Millionen US-Dollar. Sidney Beckerman erhielt 350.000 US-Dollar für die Beratung von Ishii während des Bearbeitungsprozesses.
Die Produktion engagierte Samuel Jaskilka, einen pensionierten Generalleutnant des Marine Corps, der als Kompaniechef an der Schlacht von Inchon teilnahm, als technischen Berater für den Film. Ein Teil des Films wurde an Bord der USS Cleveland gedreht, einem Landungsschiff der Austin-Klasse während einer Amphibienoperation vor der Küste Südkoreas im Jahr 1978. Das US-Verteidigungsministerium erlaubte 1.500 Soldaten der US-Armee und des United States Marine Corps, als Statisten an dem Film teilzunehmen, für 77.000 US-Dollar.
Das 1962 von Moon gegründete Little Angels Children’s Folk Ballet of Korea war im Film zusammen mit vielen Mitgliedern der Vereinigungsbewegung zu sehen. Nachdem die Dreharbeiten in Südkorea beendet waren, kehrte Olivier nach England zurück. Er wurde in Südkorea benötigt, um die letzte Szene zu drehen, aber als Zugeständnis an seinen schlechten Gesundheitszustand durfte er stattdessen in Rom filmen. Der Regisseur des Films, Terence Young, war mit der fertigen Fassung des Films nicht zufrieden und sagte: „Die Produzenten haben Inchon in einen koreanischen Propagandafilm verwandelt“. Ishii sagte: „Kein Problem. Wir haben 20 Nationen, die diesen Film wollen.“

## Veröffentlichung
Die Weltpremiere fand am 4. Mai 1981 in Washington, D.C. statt, im Rahmen einer Sondervorführung im John F. Kennedy Center for the Performing Arts, als Benefizveranstaltung für pensioniertes Personal der United States Navy unter dem Vorsitz von Senator Alfonse D’Amato. Dies war das einzige Mal, dass der Film in seiner 140-minütigen Vollversion gezeigt wurde. Zwischen 25 und 100 Demonstranten kamen, um vor dem Zentrum zu demonstrieren.
Die von D’Amato gesponserte Gala war eine Benefizgala für pensionierte Marineangehörige, doch er lehnte die Teilnahme ab, als bekannt gegeben wurde, dass Moon anwesend sein würde. Zwölf Kongressabgeordnete haben sich als Ehrenmitglieder des Benefizausschusses angemeldet. Obwohl weitere 48 Kongressabgeordnete Eintrittskarten für die Premiere akzeptierten, schrieb Lawrence H. Suid in Guts & Glory, dass „... nicht mehr als fünfzehn oder sechzehn bereit waren, den Streikposten vor dem Kennedy Center zu trotzen. Der Protest war gegen die Beteiligung der Vereinigungskirche am Film.“
Am 13. Februar 1982 führte Präsident Ronald Reagan, selbst ehemaliger Filmschauspieler und Präsident der Screen Actors Guild, den Film im Weißen Haus vor. Er notierte in seinem Tagebuch: „Ließ Inchon laufen – es ist ein brutaler, aber packender Film über den Koreakrieg, und ausnahmsweise sind wir die Guten und die Kommunisten die Bösewichte. Der Produzent war Japaner oder Koreaner, was wahrscheinlich den vorhergehenden Satz erklärt.“

### Werbung
Die Vereinigungsbewegung wollte den Filmverleih auf eigene Faust durchführen, aber Young sagte ihnen, dass dies zu einer „totalen Katastrophe“ führen würde. Die Kirche übernahm jedoch das gesamte Werbebudget von 11 Millionen US-Dollar. In den Pressemitteilungen wurden viele mystische Behauptungen aufgestellt, etwa dass ein B-29-Bomberpilot während des Krieges das Gesicht von Jesus Christus sah, oder dass MacArthurs Geist sein Gesicht auf einem Foto seiner Bürotür erscheinen ließ. In der Pressemappe wurde auch behauptet, dass MacArthur den Film aus der geistigen Welt unterstützt habe (MacArthur starb 1964).

### Marketing
Inchon wurde im Mai 1982 auf den 35. Filmfestspielen von Cannes gezeigt, konnte aber trotz einer 250.000 US-Dollar teuren Werbekampagne, zu der auch die Beauftragung der Werbefirma Rogers and Cowan mit der Organisation einer großen Party und Werbeaktionen gehörte, keinen Käufer interessieren (Inchon-Jacken).
Im August 1982 schloss Metro-Goldwyn-Mayer die Vertriebsrechte ab. One Way Productions einigte sich mit MGM darauf, die Kosten für Werbung und Vertrieb zu übernehmen, wenn MGM sich bereit erklärte, Inchon mit einem Gewinnanteil von nur 15 % zu vertreiben. Die normale Gewinngebühr für Vertriebshändler betrug 30 %. One Way überzeugte Moon auch davon, seinen Status von geistiger Berater zu Sonderberater zu ändern.
Der auf 105 Minuten gekürzte Film kam am 17. September 1982 in den Vereinigten Staaten in die Kinos, wurde aber wegen schlechter kommerzieller Leistung schnell aus den Kinoaufführungen genommen. Es wurde nie im Vereinigten Königreich gezeigt.
Nach seiner Veröffentlichung wurde Inchon nie wieder im Kino gezeigt und nie auf Videokassette oder DVD veröffentlicht. Es wurde jedoch auf dem US-Kabelfernsehsender Goodlife Television Network ausgestrahlt, der damals der Vereinigungsbewegung gehörte. Es kursierten Raubkopien von Personen, die Inchon aus diesen Fernsehsendungen kopiert hatten.

## Rezeption

### Kinokasse
Der Gesamtumsatz des Films in Nordamerika belief sich auf 1,9 Millionen US-Dollar. Am Ende spielte der Film 5,2 Millionen Dollar an den Kinokassen ein. Inchon verlor über 44 Millionen US-Dollar und war der größte finanzielle Misserfolg im Kino des Jahres. Im Jahr 1989 identifizierte eine vom Unterhaltungsforschungsunternehmen Baseline veröffentlichte Umfrage Inchon als „das größte Kassenfiasko der 1980er Jahre“.
Inchon wurde auf mehreren Listen von Box office bombs aufgeführt. Michael Wilmington von der Chicago Tribune platzierte Inchon auf Platz sechs einer Liste der 10 schlimmsten Megaflops Hollywoods. Wilmington bemerkte, dass Inchon den Film Heaven’s Gate aus dem Jahr 1980 als „die Bombe des Jahrzehnts“ verdrängte. Die Washington Post beschrieb Inchon als eine der größten kommerziellen Katastrophen in der Filmgeschichte. Im Jahr 1995 berichtete der San Francisco Chronicle, dass das Guinness-Buch der Rekorde Inchon als den größten Geldverlierer in der Filmgeschichte bezeichnete. Inchon war einer der „10 teuersten Filme“, inflationsbereinigt, mit 173 Millionen US-Dollar im Jahr 1997. In einer Liste der „Top 10 der größten Kassenflops“ des Jahres 2006 setzte Kat Giantis von MSN Movies Inchon gleichauf mit Battlefield Earth (einem Science-Fiction-Film, der auf einem Roman von L. Ron Hubbard, dem Gründer von Scientology, basiert, was bedeutete, dass er von Scientologen stark beworben wurde) an Nummer sieben.

### Kritiken
Die meisten Zeitungsrezensenten gaben negative Kritiken ab, darunter The Boston Globe, The Philadelphia Inquirer, The Miami Herald und The Washington Post. In der New York Times kommentierte der Kritiker Vincent Canby: „Inchon ist ein hysterisches Historienepos, etwas weniger anstößig als The Green Berets und weitaus lustiger … Inchon sieht aus wie der teuerste B-Film, der je gedreht wurde“. Eine Rezension in Variety kommentierte: „Olivier überzeugt in seiner Rolle den größten Teil der Saga, er ist der einzige Darsteller, der diesen Status erreicht hat. Das Drehbuch behandelt alle anderen im Allgemeinen als eindimensionale Trottel und gibt ihnen Zeilen, die ungewollt lächerlich sind. Ein Grund ist, dass alle Abschweifungen in der Handlung lediglich eine Augenwischerei sind, um den Fokus des Films auf die brutal einmarschierenden Nordkoreaner und den groß angelegten Gegenangriff der Guten zu verdeutlichen. Den Kommunisten werden zum Beispiel keine Sprechrollen zugewiesen“.
Moon gründete die Washington Times in Washington, D.C. als Teil seines internationalen Medienkonglomerats News World Communications im selben Jahr, in dem Inchon freigegeben wurde. Nach Angaben des Konkurrenten der Times, der Washington Post, wurde eine zweieinhalbseitige Vollversion einer vom Kritiker Scott Sublett verfassten Filmkritik über Inchon, die ursprünglich für die Ausgabe der Times vom 16. September 1982 geplant war, von Verleger und Herausgeber, James R. Whelan, der Zeitung vernichtet. Whelan teilte Sublett mit, dass die Times hinsichtlich der Rezension von Inchon einen Interessenkonflikt habe und seine Rezension nicht drucken würde. Stattdessen druckte die Times eine kritische Zusammenfassung des Films mit einem einzigen Absatz ab, die ebenfalls von Sublett verfasst wurde und in der es vollständig hieß: Publikumsdialoge, oberflächliche Schauspielerei und planlose Konstruktion machen dieses visuell beeindruckende Möchtegern-Epos über Liebe und tote Rote von Anfang an zum Scheitern. Olivier (in einer Aufführung, die den Tiefpunkt seiner Karriere darstellt) scherzt, zerkleinert und verdreht absurderweise die Augen als Doug MacArthur. Das Drehbuch von Robin Moore ist pures Geschwätz – eine Mischung aus South Pacific und The Green Berets. Moore ist der Autor des Romans „The Green Berets“, auf dem der Film von 1968 basierte. Am 21. September veröffentlichte die Washington Times die Rezension des Films durch die New York Times. Die Rezensenten Gene Siskel und Roger Ebert wählten den Film 1982 in einer Folge ihrer Sendung Sneak Previews als einen der schlechtesten des Jahres.

### Spätere Kommentare
Mehrere Kommentatoren haben Inchon als den schlechtesten Film aller Zeiten beschrieben, darunter The Washington Post, Newsweek, TV Guide und die Canadian Press. Inchon wurde später in mehreren Büchern über die schlechtesten Filme aller Zeiten porträtiert, darunter „The Hollywood Hall of Shame“ von Harry und Michael Medved und „The Worst Movies of All Time“ von Michael Sauter. Im Jahr 2000 schrieb Kenneth Lloyd Billingsley in der libertären Zeitschrift Reason über einen geplanten Film über den Stalinismus: „Ein Film wie dieser hätte sich leicht als ebenso großer didaktischer Blindgänger herausstellen können wie die Bombe von Rev. Sun Myung Moon aus dem Jahr 1982, Inchon. Mit Laurence Olivier als General Douglas MacArthur.“ Eine Rezension von Phil Hall für Film Threat aus dem Jahr 2009 war weniger negativ und er widersprach der Charakterisierung des Films als dem schlechtesten, der jemals gedreht wurde: „Ich war wirklich überrascht – dies ist kaum einer der schlechtesten Filme aller Zeiten. Das heißt nicht, dass es ein guter Film ist. Es ist ein langweiliger und leicht zu vergessender Film, und ich würde ihn niemals empfehlen. Allerdings ist sein Ruf, zu den untersten Filmen zu gehören, völlig unverdient.“
Eine Rezension in Brassey’s Guide to War Films von Alun Evans äußerte sich kritisch und nannte den Film, wohl den schlimmsten Kriegsfilm, der im letzten Viertel des 20. Jahrhunderts gedreht wurde. Robert Niemi kommentierte in seinem Buch „History in the Media: Film and Television“: „Der resultierende Film, Inchon ... war von einem schrecklichen Drehbuch, schrecklichen Produktionsproblemen und rundherum schlechten Leistungen geplagt und unglaublich schlecht.“ Niemi schrieb, dass Oliviers Auftritt „einen Tiefpunkt in einer ansonsten herausragenden Filmkarriere darstellte“. In seiner Biografie über den Schauspieler Olivier bezeichnete der Autor Terry Coleman den Film als „wahrscheinlich den schlechtesten, den er je gedreht hat, und einen der bestbezahlten“. Der Autor Lawrence H. Suid schrieb in, Guts and Glory, The Making of the American Military Image in Film, dass „dem Kampf, den der Film darstellte, jegliche Glaubwürdigkeit oder Authentizität fehlte … Infolgedessen stieß der Film auf fast einstimmige Verachtung der Kritiker“.

### Auszeichnungen
| Jahr | Auszeichnung             | Kategorie                                   | Nominierte                   | Resultat  |
| ---- | ------------------------ | ------------------------------------------- | ---------------------------- | --------- |
| 1983 | Golden Raspberry Preis   | Razzie Award for Worst Picture              | Mitsuharu Ishii              | gewonnen  |
| 1983 | Golden Raspberry Preis   | Razzie Award for Worst Director             | Terence Young                | gewonnen  |
| 1983 | Golden Raspberry Preis   | Razzie Award for Worst Screenplay           | Robin Moore and Laird Koenig | gewonnen  |
| 1983 | Golden Raspberry Preis   | Razzie Award for Worst Actor                | Laurence Olivier             | gewonnen  |
| 1983 | Golden Raspberry Preis   | Razzie Award for Worst Supporting Actor     | Ben Gazzara                  | Nominiert |
| 1983 | Stinkers Bad Movie Preis | Stinkers Bad Movie Awards for Worst Picture | Mitsuharu Ishii              | gewonnen  |

## Zitierte Werke
- Harry Medved, Michael Medved: The Hollywood Hall of Shame: The Most Expensive Flops in Movie History. Angus & Robertson, 1984, ISBN 0-207-14929-1 (englisch, archive.org).

## Weiterführende Literatur
- Ben Gazzara: In the Moment: My Life as an Actor. Da Capo Press, 2005, ISBN 0-7867-1582-0, S. 192–207 (englisch).
- Michael Sauter: The Worst Movies of All Time: Or, What Were They Thinking? Citadel Press, 1999, ISBN 0-8065-2078-7, S. 197–198 (englisch).